# Municipio de Fairfield (condado de Cedar)
El municipio de Fairfield (en inglés: Fairfield Township) es un municipio ubicado en el condado de Cedar en el estado estadounidense de Iowa. En el año 2010 tenía una población de 236 habitantes y una densidad poblacional de 2,97 personas por km².

## Geografía
El municipio de Fairfield se encuentra ubicado en las coordenadas 41°49′5″N 91°3′56″O / 41.81806, -91.06556. Según la Oficina del Censo de los Estados Unidos, el municipio tiene una superficie total de 79.52 km², de la cual 79,52 km² corresponden a tierra firme y (0 %) 0 km² es agua.

## Demografía
Según el censo de 2010, había 236 personas residiendo en el municipio de Fairfield. La densidad de población era de 2,97 hab./km². De los 236 habitantes, el municipio de Fairfield estaba compuesto por el 99,58 % blancos y el 0,42 % eran de una mezcla de razas. Del total de la población el 0,85 % eran hispanos o latinos de cualquier raza.